# كلوستريديوم ألتوني
كلوستريديوم ألتونينس أو كلوستريديوم ألتوني (نسبة إلى مدينة ألتونا حيث تقع الجامعة السويدية للعلوم الزراعية)  هو نوع من البكتيريا من فصيلة كلوستريدياسيا.